# Sterrhochaeta indirecta
Sterrhochaeta indirecta är en fjärilsart som beskrevs av Louis Beethoven Prout 1958. Sterrhochaeta indirecta ingår i släktet Sterrhochaeta och familjen mätare. Inga underarter finns listade i Catalogue of Life.